# در حال‌وهوایی احساساتی
در حال‌وهوایی احساساتی (انگلیسی: In a Sentimental Mood) قطعهٔ استاندارد جاز ساختهٔ دوک الینگتون است که در قالب ترانه نیز اجرا شده‌است. الینگتون قطعه را به کمک ارکستر خود در سال ۱۹۳۵ ضبط کرد. بعدتر مانی کرتز شعری روی آن سرود و از آن تاریخ توسط هنرمندان مختلف بارها اجرا و بازخوانی شده‌است. از مشهورترین نسخه‌ها می‌توان به اجراهای الا فیتزجرالد، فیلیس هایمن، سارا وان، آرت تیتوم، اسکار پترسون و بیل اونز اشاره کرد، اما مشهورترین نسخه مربوط به اجرای مشترک دوک الینگتون و جان کولترین است که در آلبومی به همین نام («دوک الینگتون و جان کولترین») قابل شنیدن است.
از ویژگی‌های این اثر بهره‌گیری از تکنیک کنترپوان است.